# Lymire candida
Lymire candida är en fjärilsart som beskrevs av Forbes 1917. Lymire candida ingår i släktet Lymire och familjen björnspinnare. Inga underarter finns listade i Catalogue of Life.